# Identité (mathématiques)
Pour les articles homonymes, voir identité.
Ne doit pas être confondu avec application identité, matrice identité, égalité (mathématiques) ou équation.
En mathématiques, une identité est une égalité entre deux expressions qui est vraie quelles que soient les valeurs des différentes variables employées ; par abus de langage, on baptise parfois aussi « identité » une égalité entre des termes constants, qu'on considère comme fondamentale ou surprenante. Les identités servent en général à transformer une expression mathématique en une autre, notamment pour résoudre une équation, ou à exprimer une relation importante entre certains éléments d'une théorie.

## Exemples
- En trigonométrie, de nombreuses identités permettent d'effectuer des calculs.
Par exemple, {\displaystyle \sin ^{2}(x)+\cos ^{2}(x)=1}est une identité au sens propre, vraie quelle que soit la valeur du nombre réel (et même complexe) {\displaystyle x}.
- L'identité de Vandermonde, en combinatoire, est vraie pour toutes les valeurs des trois entiers naturels qui y interviennent.
- La célèbre identité d'Euler{\displaystyle {\rm {e}}^{{\rm {i}}\pi }+1=0}lie d'une façon simple et frappante des constantes fondamentales de l'analyse mathématique :  0 ; 1 ; i ; π ; et e.

## Identités remarquables
Certaines identités algébriques sont qualifiées de « remarquables » dans l'enseignement secondaire. Elles facilitent le calcul ou la factorisation d'expressions polynomiales.
Par exemple, l'identité remarquable {\displaystyle (a+b)^{2}=a^{2}+2ab+b^{2}}, qui est vraie quels que soient éléments {\displaystyle a} et {\displaystyle b} d'un anneau commutatif fournit, dans le cas des anneaux  de caractéristique nulle ou impaire (comme celui des entiers relatifs ou le corps des nombres réels…), un procédé de calcul  pour effectuer une multiplication si on dispose de simples listes de carrés : en utilisant
{\displaystyle ab={\dfrac {(a+b)^{2}-a^{2}-b^{2}}{2}}}
{\displaystyle ab={\dfrac {(a+b)^{2}-(a-b)^{2}}{4}}}
le calcul du produit {\displaystyle ab} se ramène à des calculs de sommes ou de divisions par 2, et à la lecture de la liste de carrés.

## Identités définissant des notions mathématiques
Certaines structures mathématiques sont définies à l’aide d’identités.
- Un espace vectoriel {\displaystyle V\,} muni d'une application bilinéaire antisymétrique {\displaystyle \left[\cdot ,\cdot \right]:V\times V\rightarrow V\,} est une algèbre de Lie, par définition, lorsque l’identité de Jacobi est satisfaite :{\displaystyle \forall x,y,z\in V,\qquad \left[x,\left[y,z\right]\right]+\left[z,\left[x,y\right]\right]+\left[y,\left[z,x\right]\right]=0}
- Une algèbre sur un corps commutatif est une algèbre de Jordan, par définition, lorsque l'opération de multiplication interne, {\displaystyle (x,y)\rightarrow (x\cdot y)}, est  commutative et vérifie l’identité de Jordan :  {\displaystyle (x\cdot y)\cdot (x\cdot x)=x\cdot (y\cdot (x\cdot x))}.